# Serrat dels Lladres (Avià)
El Serrat dels Lladres és una muntanya de 682 metres que es troba entre els municipis d'Avià i de Casserres, a la comarca catalana del Berguedà.